# Josef Werndl
Josef Werndl (ur. 26 lutego 1831 w Steyr, zm. 29 kwietnia 1889 tamże) – austriacki wynalazca, konstruktor i producent broni.

## Życiorys
Pochodził ze starego i znanego rodu rusznikarzy. Jego ojciec Leopold przekształcił w 1821 rodzinny warsztat rusznikarski w fabrykę broni (głównie strzelb i karabinów). Po ukończeniu szkoły Josef uczył się zawodu rusznikarza pracując w Pradze i Wiedniu. Wyjeżdżał również w celach zawodowych do Turyngii, Anglii, a nawet do USA (pracował tam w fabrykach Colta i Remingtona). Do rodzinnego miasta powrócił w 1853, i rozpoczął pracę w rodzinnej firmie, która zatrudniała w owym czasie 500 pracowników. Po nagłej śmierci ojca w 1855 przejął i zmodernizował firmę.
W tym czasie wspólnie z współpracownikiem Karlem Holubem opracowali nowoczesny system ładowania karabinów. W celu dystrybucji produkowanej broni Josef i jego brat Franz założyli 16 kwietnia 1864 firmę Josef und Franz Werndl & Comp. Waffenfabrik und Sägemühle. W lipcu 1867 Josef uzyskał patent na nowy, odtylcowy system ładowania wraz z zamkiem karabinowym, i zwyciężył Remingtona w konkursie na nowy typ karabinu dla armii Austro-Węgier (karabin Werndl M1867). Uzyskał zamówienie na 100 tysięcy karabinów nowego typu (zwiększone następnie o 150 tysięcy karabinów), i zwiększył zatrudnienie w fabryce do 6 tysięcy osób. W 1869 fabryka zmieniła nazwę na Ősterreichische Waffenfabrik AG.
Josef Werndl zgromadził wokół siebie całą plejadę wynalazców i konstruktorów broni. Współpracowali z nim: Karl Holub, Anton Spitalsky, Otto Schőnauer, Alfred von Kropatschek i Ferdinand Mannlicher.
13 lutego 1870  Josef Werndl został odznaczony Orderem Żelaznej Korony III klasy, a w 1883 Orderem Franciszka Józefa.